# Exploraciones europeas de África

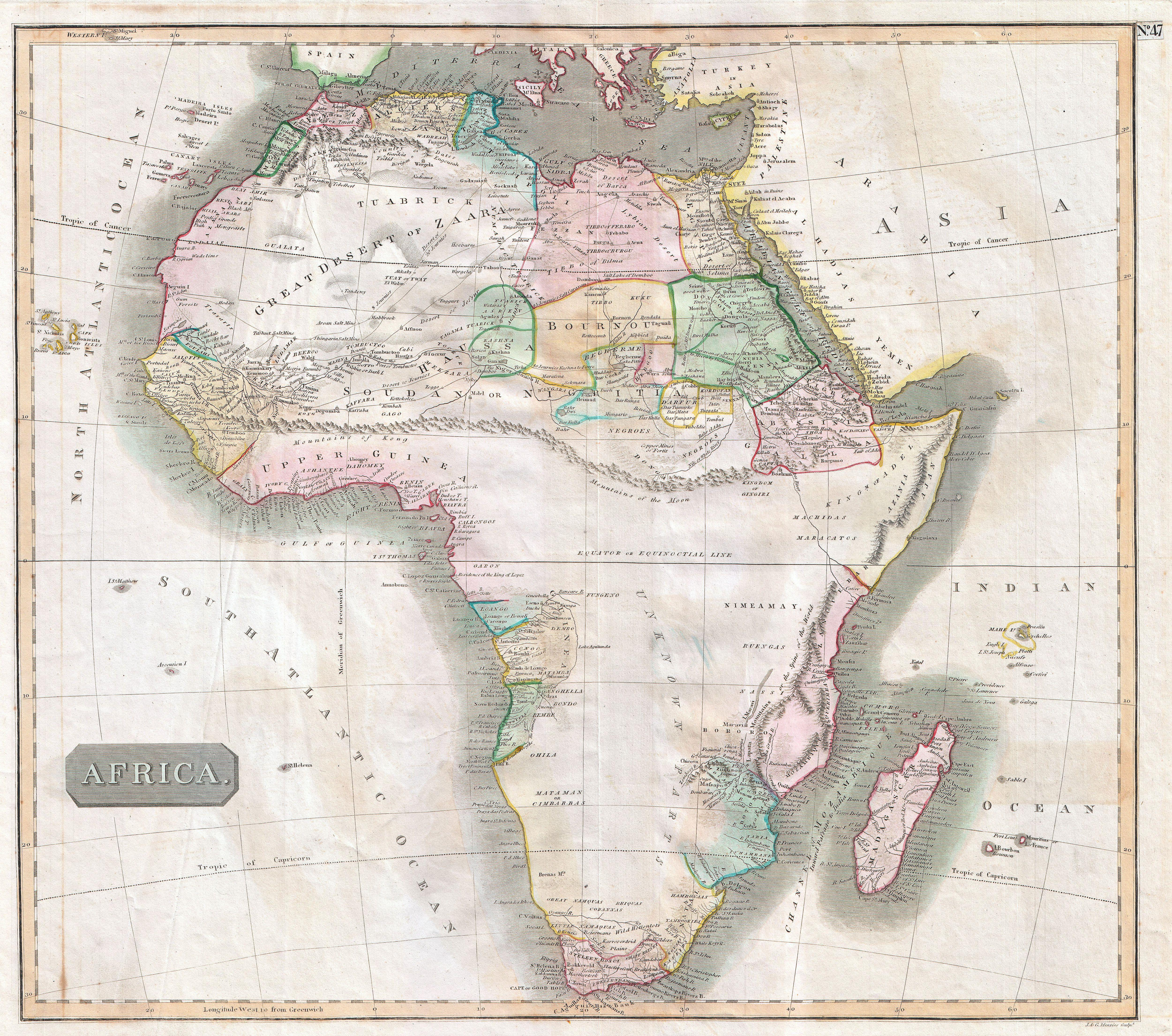
Mapa de África de John Thomson, 1813. La mayor superficie se marca como "partes desconocidas" (unknown parts). Todavía incluye las ptolemaicas Montañas de la Luna, que se han pretendido identificar como las Rwenzori, el Kilimanjaro o las cumbres mayores de Etiopía en la cabecera del Nilo Azul.

Las exploraciones europeas de África tuvieron lugar desde la Antigüedad clásica, siendo registradas por la geografía grecorromana, cuando el continente llamado "África" se conocía también como "Libia" (la costa noroccidental), mientras que Egipto se consideraba el comienzo del continente definido como "Asia".
Las exploraciones directas de los europeos sobre el África subsahariana comenzaron en el siglo XV con la Era de los Descubrimientos liderada por el reino de Portugal (escuela de Sagres, Enrique el Navegante), cuando la civilización árabe o musulmana llevaba siglos introduciéndose en la zona. El Sur de África se alcanzó a finales del siglo (descubrimiento del cabo de Buena Esperanza por Bartolomeu Dias el 12 de marzo de 1488), tras lo que se abrió la Carrera de la India, con escalas en África Oriental, y rutas prolongadas hacia las islas de las especias y el Extremo Oriente. Los siglos XVI y XVII tuvieron actividades exploratorias muy limitadas en África; limitándose las potencias coloniales europeas a establecer puestos comerciales en la costa, a diferencia de la más extensa colonización de las Américas. El interior africano quedó en manos de los traficantes árabes de esclavos. La islamización de la región de Sudán contribuyó a establecer redes de comercio a larga distancia que sostuvieron la economía de los reinos del Sahel entre los siglos XV y XVIII.
A comienzos del siglo XIX el conocimiento europeo del interior africano era muy limitado. En las décadas de 1830 y 1840 se llevaron a cabo expediciones de exploración del Sur de África, de modo que cuando a mediados de siglo de desató el reparto de África entre las potencias coloniales, las partes inexploradas eran la cuenca del Congo y la zona de los grandes lagos africanos. Este "corazón de África" permaneció como zonas en blanco de los mapas hasta finales del siglo XIX (al igual que ocurría con las zonas polares y el interior de la cuenca del Amazonas). Fueron los famosos exploradores de las fuentes del Nilo (John Hanning Speke, David Livingstone y Henry Morton Stanley), los que en la década de 1870 completaron esta exploración. Otras expediciones posteriores, notablemente las de Oskar Lenz, perfilaron la geología del continente.

### Antigüedad

Reconstrucción del mapa del mundo de Hecateo de Mileto, en el que se representa la Tierra conocida (Asia y Europa) como un disco rodeado del Oceanus.

Los fenicios exploraron el norte de África y establecieron una serie de colonias, la más destacada de las cuales fue Cartago. La propia Cartago llevó a cabo la exploración de África Occidental. La primera supuesta circunnavegación del continente africano atestiguada fue realizada por marineros fenicios, en una expedición encargada por el faraón egipcio Necao II, alrededor del año 600 a. C. que tomó tres años. Heródoto (4.37) proporciona un informe de esta expedición. Navegaron hacia el sur, rodearon el Cabo en dirección oeste, se dirigieron al norte hacia el Mediterráneo y luego regresaron a casa. Afirma que se detenían cada año para sembrar y cosechar el grano. El propio Heródoto se muestra escéptico sobre la historicidad de esta hazaña, que habría tenido lugar unos 120 años antes de su nacimiento; sin embargo, la razón que da para no creer en la historia fue la afirmación de los marineros de que cuando navegaban por la costa sur de África, encontraron que el Sol estaba a su derecha, en el norte; Heródoto, que desconocía la forma esférica de la Tierra, encontró eso imposible de creer. Algunos comentaristas tomaron esta circunstancia como prueba de que el viaje es histórico, pero otros académicos aún descartan el informe como poco probable.
La costa de África Occidental pudo haber sido explorada por Hannon el Navegante en una expedición alrededor del año 500 a. C. El informe de este viaje sobrevive en un breve Periplus en griego, que fue citado por primera vez por autores griegos en el siglo III a. C.: 162–3   Existe cierta incertidumbre sobre hasta dónde llegó exactamente Hannon; es posible que haya navegado hasta  Sierra Leona, Guinea o incluso  Gabón. Sin embargo, Robin Law señala que algunos comentaristas han argumentado que la exploración de Hannon no lo llevó más allá del sur de Marruecos.

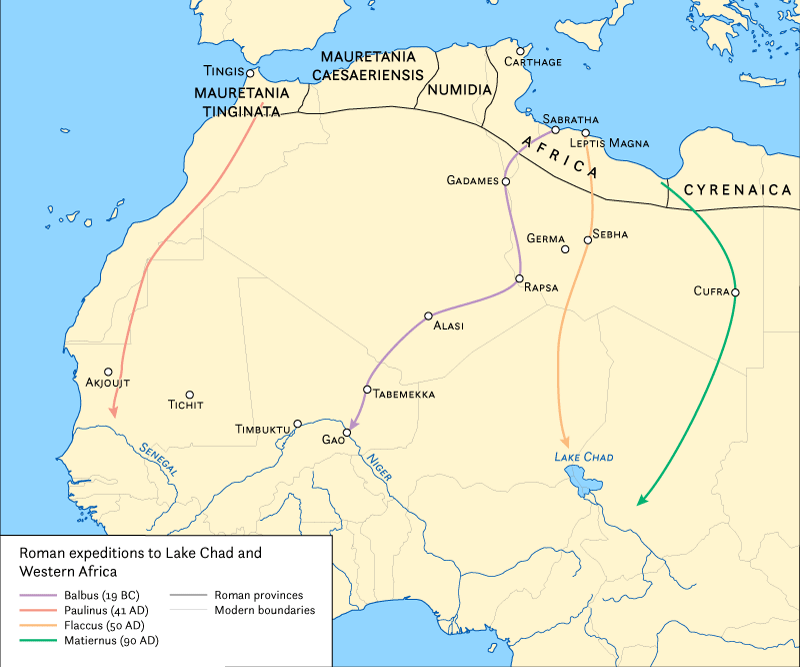
Expediciones romanas al África subsahariana al oeste del río Nilo

«África» lleva el nombre del pueblo afri que se asentó en el área de la actual Túnez. La provincia romana de África se extendía por la costa mediterránea de lo que ahora es Libia, Túnez y Argelia. Las partes del norte de África al norte del Sahara eran bien conocidas en la antigüedad. Sin embargo, los romanos nunca parecen haber explorado el Sahara mismo, o las tierras al sur de este, más que en aisladas expediciones.
Sin embargo, antes del siglo II a. C., los geógrafos griegos no sabían que la masa de tierra entonces conocida como Libia se expandía al sur del Sahara, asumiendo que el desierto limitaba con el  océano exterior. De hecho, Alejandro Magno, según las Vidas paralelas  de Plutarco, habría considerado navegar desde las desembocaduras del Indo de regreso a Macedonia pasando por el sur de África como un atajo en comparación con la ruta terrestre. Incluso Eratóstenes alrededor del 200 a. C. todavía asumía una extensión de la masa terrestre no más al sur que el Cuerno de África.
En el período imperial romano, el Cuerno de África era bien conocido por los geógrafos mediterráneos. El puesto comercial de Rhapta, descrito como «el último mercado de Azania», puede corresponder a la costa de la actual Tanzania. El Periplo del mar Eritreo, que data del siglo I d. C., parece extender el conocimiento geográfico más al sur, al sureste de África. El mapamundi de Ptolomeo del siglo II es muy consciente de que el continente africano se extiende significativamente más al sur que el Cuerno de África, pero no tiene detalles geográficos al sur del ecuador (no está claro si era consciente del golfo de Guinea).

## Primeras expediciones portuguesas
El infante portugués Enrique, conocido como el Navegante, fue el primer europeo en acometer la exploración metódica de África y la ruta oceánica hacia las Indias. Desde su residencia en la región del Algarve, en el sur de Portugal, patrocinó sucesivas expediciones para circunnavegar África y llegar a la India. En 1420, Enrique envió una expedición para asegurar la isla deshabitada pero estratégica de Madeira. En 1425, intentó asegurar las Islas Canarias también, pero éstas ya estaban bajo el firme control de la Corona de Castilla. En 1431, otra expedición portuguesa alcanzó y se anexionó de las islas Azores.
Los mapas navales de 1339 muestran que las Islas Canarias ya eran conocidas por los europeos. En 1341, los exploradores portugueses e italianos prepararon una expedición conjunta. En 1342 los catalanes organizaron una expedición capitaneada por Francesc Desvalers a las Islas Canarias que zarparon de Mallorca. En 1344, el papa Clemente VI nombró al almirante francés Luis de la Cerda, príncipe de la Fortuna, y lo envió a conquistar las Islas Canarias. En 1402, Jean de Bethencourt y Gadifer de la Salle zarparon para conquistar Canarias, pero los encontraron ya saqueados por los castellanos.. Aunque conquistaron las islas, el sobrino de Bethencourt se vio obligado a cederlos a Castilla en 1418.
En 1455 y 1456 dos exploradores italianos, Alvise Cadamosto de Venecia y Antoniotto Usodimare de Génova, junto con un capitán portugués sin nombre y que trabajaba para el Príncipe Enrique, el Navegante, de Portugal, siguieron el río Gambia, visitando la tierra de Senegal, mientras otro italiano el marinero de Génova, Antonio de Noli, también en nombre del príncipe Enrique, exploró las islas Bijagós y, junto con el portugués Diogo Gomes, el archipiélago de Cabo Verde. Antonio de Noli, que se convirtió en el primer gobernador de Cabo Verde (y el primer gobernador colonial europeo en el África subsahariana), también se considera el descubridor de las Primeras Islas de Cabo Verde.
A lo largo de las costas occidental y oriental de África, el progreso también fue constante. Los marinos portugueses llegaron al cabo Bojador en 1434 y al cabo Blanco en 1441. En 1443, construyeron una fortaleza en la isla de Arguin, en la actual Mauritania, comerciando trigo europeo y telas para el oro africano y esclavos. Fue la primera vez que el oro semidmítico de Sudán llegó a Europa sin la mediación musulmana. La mayoría de los esclavos fueron enviados a Madeira, que se convirtió, después de la deforestación total, en la primera colonia europea de plantaciones. Entre 1444 y 1447, los portugueses exploraron las costas de Senegal, Gambia y Guinea. En 1456, el capitán veneciano Alvise Cadamosto, bajo el mando portugués, exploró las islas de Cabo Verde. En 1462, dos años después de la muerte del príncipe Enrique, los marineros portugueses exploraron las islas de Bissau y nombraron a Serra Leoa (montañas de Leona).
Mapa de África Occidental por Lázaro Luis (1563). El gran castillo de África Occidental representa la fábrica fortificada de São Jorge da Mina (castillo de Elmina).
En 1469, Fernão Gomes alquiló los derechos de exploración africana durante cinco años. Bajo su dirección, en 1471, los portugueses llegaron a la moderna Ghana y se establecieron en A Mina (la mina), más tarde renombrada como Elmina. Finalmente llegaron a un país con abundancia de oro, de ahí el nombre histórico de "Costa Dorada" que Elmina finalmente recibiría.
En 1472, Fernão do Pó descubrió la isla que llevaría su nombre durante siglos (ahora Bioko) y un estuario abundante en camarones (portugués: camarão), dando su nombre a Camerún.
Poco después, el ecuador fue cruzado por europeos. Portugal estableció una base en Sāo Tomé que, después de 1485, se asentó con criminales. Después de 1497, los judíos expulsados españoles y portugueses también encontraron un refugio seguro allí.
En 1482, Diogo Cão encontró la desembocadura de un gran río y supo de la existencia de un gran reino, Kongo. En 1485, exploró el río aguas arriba también.
Pero los portugueses querían, por encima de cualquier otra cosa, encontrar una ruta a la India y seguían tratando de circunnavegar África. En 1485, la expedición de João Afonso d'Aveiros, con el astrónomo alemán Martin_Behaim como parte de la tripulación, exploró la bahía de Benín (Reino de Benín), devolviendo información sobre el rey africano Ogane.
En 1488, Bartolomeu Dias y su piloto Pêro de Alenquer, después de sofocar un motín, voltearon una capa donde fueron atrapados por una tormenta, llamándola cabo de las Tormentas (cabo de Buena Esperanza). Siguieron la costa por un momento y se dieron cuenta de que seguía yendo hacia el este con alguna tendencia hacia el norte. Al carecer de suministros, dieron media vuelta con la convicción de que finalmente se había llegado al otro extremo de África. A su regreso a Portugal, la prometedora capa pasó a llamarse Cabo de Buena Esperanza.
Algunos años más tarde, Cristóbal Colón desembarcó en América bajo el comando rival castellano. El papa Alejandro VI decretó la bula Inter caetera, dividiendo las partes no cristianas del mundo entre las dos potencias católicas rivales, España y Portugal.
Finalmente, en los años 1497 a 1498, Vasco da Gama, nuevamente con Alenquer como piloto, tomó una ruta directa al Cabo de Buena Esperanza, vía Santa Elena. Fue más allá del punto más alejado alcanzado por Dias y nombró al país Natal. Luego navegó hacia el norte, haciendo tierra en Quelimane (Mozambique) y Mombasa, donde encontró comerciantes chinos, y Malindi (ambos en la moderna Kenia). En esta ciudad, reclutó a un piloto árabe y zarpó directamente a Calicut. El 28 de agosto de 1498, el rey Manuel de Portugal informó al Papa de las buenas noticias de que Portugal había llegado a la India.
Egipto y Venecia reaccionaron a esta noticia con hostilidad; del Mar Rojo, atacaron conjuntamente los barcos portugueses que comerciaban con India. Los portugueses derrotaron estos barcos cerca de Diu en 1509. La reacción indiferente del Imperio otomano a la exploración portuguesa dejó a Portugal en control casi exclusivo del comercio a través del océano Índico. Establecieron muchas bases a lo largo de la costa oriental de África, excepto en Somalia (ver guerras ajuran-portuguesas). Los portugueses también capturaron Aden en 1513.
Una de las naves bajo el mando de Diogo Dias llegó a una costa que no estaba en el este de África. Dos años después, una tabla ya mostraba una isla alargada al este de África que llevaba el nombre de Madagascar. Pero solo un siglo después, entre 1613 y 1619, los portugueses exploraron la isla en detalle. Firmaron tratados con jefes locales y enviaron a los primeros misioneros, que encontraron imposible hacer creer a los lugareños en el infierno, y finalmente fueron expulsados.

## Edad medía

### Portugueses
La presencia portuguesa en África pronto interfirió con los intereses comerciales árabes existentes. En 1583, los portugueses se establecieron en Zanzíbar y en la costa suajili. El Reino del Congo se convirtió al cristianismo en 1495, su rey con el nombre de Juan I. Los portugueses también establecieron sus intereses comerciales en el Reino de Mutapa en el siglo XVI, y en 1629 colocaron un gobernante títere en el trono.
Los portugueses (y luego también los neerlandeses) también se involucraron en la economía local de esclavos, apoyando el estado de los Jaggas, quienes realizaban redadas de esclavos en el Congo.[cita requerida]
La reina Nzinga en negociaciones de paz con el gobernador portugués en Luanda, 1657.
También usaron el Kongo para debilitar el reino vecino de Ndongo, donde la reina Nzinga puso una resistencia feroz pero finalmente condenada a las ambiciones portuguesa y de Jagga. Portugal intervino militarmente en estos conflictos, creando las bases para su colonia de Angola. En 1663, después de otro conflicto, la corona real de Kongo fue enviada a Lisboa. Sin embargo, un Reino de Kongo disminuido todavía existiría hasta 1885, cuando el último Manicongo, Pedro V, cedió su dominio casi inexistente a Portugal.
Los portugueses trataron con el otro gran estado de África del Sur, el Monomotapa (en el moderno Zimbabue), de manera similar: Portugal intervino en una guerra local con la esperanza de obtener abundantes riquezas minerales, imponiendo un protectorado. Pero con la autoridad del Monomotapa disminuida por la presencia extranjera, la anarquía se hizo cargo. Los mineros locales migraron e incluso enterraron las minas para evitar que caigan en manos portuguesas. Cuando en 1693 los vecinos Cangamires invadieron el país, los portugueses aceptaron su fracaso y se retiraron a la costa.

### Exploraciones neerlandesas
Desde el siglo XVII los neerlandeses comienzan a explorar y colonizar puntos de la costa africana como escalas en la ruta a las islas de las especias. A la enemistad inicial contra España se unió la de Portugal, unida a la Monarquía Hispánica entre 1580 y 1640, lo que condujo a considerar las zonas portuguesas de la costa como un objetivo de las ambiciones neerlandesas.
Se fundaron dos compañías comerciales: la Compañía de las Indias Occidentales y la Compañía de las Indias Orientales. la primera conquistó Elmina en 1637 y Luanda en 1640. En 1648 fueron expulsados de Luanda por los portugueses. En total los neerlandeses construyeron 16 fortificaciones en diferentes lugares, incluyendo Gorea en Senegal, desplazando parcialmente a los portugueses como principal potencia esclavista, La Costa de Oro neerlandesa y la Costa de esclavos neerlandesa fueron un éxito.
Pero en la colonia de Loango-Angola Neerlandesa los portugueses podrían expulsar a los Países Bajos
En la isla neerlandesa de Mauricio, la colonización comenzó en 1638 y finalizó en 1710, con una breve interrupción entre 1658 y 1666. Se nombraron numerosos gobernadores, pero las dificultades continuas como los ciclones, las sequías, las infestaciones de plagas, la falta de alimentos y enfermedades finalmente.
Por último, los neerlandeses tuvieron presencia en África del Sur, una zona ignorada por Portugal que decidieron utilizar como escala en la ruta a Asia. Jan van Riebeeck fundó Ciudad del Cabo en 1652.

### Otra presencia europea moderna temprana
Casi al mismo tiempo que los neerlandeses, otras potencias europeas intentaron crear sus propios puestos avanzados para la trata de esclavos africanos. 
Por otro lado, entre 1406 y 1496, la Corona de Castilla conquista las Islas Canarias. Las llamadas islas afortunadas bajo el mando los Reyes Católicos terminaron siendo un enclave estratégico para la Monarquía Hispánica en el descubrimiento de América, hito universal que dio lugar a la globalización.
El conquistador castellano Diego García de Herrera fundó en un lugar de la costa Nor-occidental africana utilizado como base temporal de marineros y pescadores españoles desde hacía tiempo (el Río de la Mar Pequeña), una torre denominada Santa Cruz de la Mar Pequeña (1476 o 1478), Torre de Santa Cruz o Santa Cruz de África, reconstruida en 1496. Los españoles abandonaron su uso en 1524 para ser ocupada por los bereberes de la zona.
Posteriormente en 1497 el Imperio español ordenó la Ocupación de Melilla, poco después la flota enviada por el Duque de Medina Sidonia Juan Alonso Pérez de Guzmán dirigida por Pedro de Estopiñán y Virués ocupó la ciudad norteafricana.
Ya en 1530, los aventureros mercantes ingleses comenzaron a comerciar en África occidental, entrando en conflicto con las tropas portuguesas. En 1581, Francis Drake llegó al Cabo de Buena Esperanza. En 1663, los ingleses construyeron Fort James en Gambia. Un año más tarde, otra expedición colonial inglesa intentó establecerse en el sur de Madagascar, lo que provocó la muerte de la mayoría de los colonos. Los fuertes ingleses en la costa occidental africana fueron finalmente ocupados por los neerlandeses.
En 1626, se creó la Compagnie de l'Occident francesa. Esta compañía expulsó a los neerlandeses de Senegambia (Senegal), convirtiéndolo en el primer dominio francés en África, también conquistaron la isla de Arguin.
Francia también puso sus ojos en Madagascar, la isla que había sido utilizada desde 1527 como una parada en los viajes a la India. En 1642, la Compañía Francesa de las Indias Orientales fundó un asentamiento en el sur de Madagascar llamado Fort Dauphin. Los resultados comerciales de este asentamiento fueron escasos y, nuevamente, la mayoría de los colonos murieron. Uno de los sobrevivientes, Etienne de Flacourt, publicó: "Una Historia de la Gran Isla de Madagascar y sus Relaciones", que fue durante mucho tiempo la principal fuente de información europea sobre la isla. Otros intentos de asentamiento no tuvieron más éxito, pero, en 1667, François Martin dirigió la primera expedición al corazón de Malgache, llegando al lago Alaotra.. En 1665, Francia reclamó oficialmente Madagascar, bajo el nombre de Île Dauphine. Sin embargo, poca actividad colonial tendría lugar en Madagascar hasta el siglo XIX.
En 1650, los comerciantes suecos fundaron la Costa de Oro sueca en la Ghana moderna, siguiendo la fundación de la Compañía Sueca de África (1649). En 1652 se sentaron las bases del fuerte Carlsborg. En 1658 se incautó el fuerte Carlsborg, que pasó a formar parte de la colonia costa de oro danesa y luego a la costa de oro neerlandesa. Más tarde, la población local comenzó un levantamiento exitoso contra sus nuevos amos y en diciembre de 1660 el rey del subgrupo Akan- Efutu volvió a ofrecer el control de Suecia sobre la zona, pero en 1663 fueron capturados por los daneses después de una larga defensa de Fort Christiansborg..
En 1651, el Ducado de Curlandia y Semigallia (un vasallo de la Mancomunidad de Polonia y Lituania) ganaron una colonia en África en la Isla de San Andrés en el Río Gambia y establecieron el Fuerte Jacob allí. El Ducado también tomó otras tierras locales, incluyendo St. Mary Island (hoy en día Banjul) y Fort Jillifree.
Los dano-noruegos colonizaron la Costa de Oro danesa, desde 1674 hasta 1755 los asentamientos fueron administrados por la Compañía Danesa de las Indias Occidentales-Guinea. Desde diciembre de 1680 hasta el 29 de agosto de 1682, los portuguesesocuparon Fort Christiansborg. En 1750 se hizo una colonia danesa de la corona. De 1782 a 1785 estuvo bajo ocupación británica. Desde 1814 se convirtió en parte del territorio de Dinamarca.
En 1677, el rey Federico Guillermo I de Prusia envió una expedición a la costa occidental de África. El comandante de la expedición, el capitán Blonk, firmó acuerdos con los jefes de la Costa del Oro. Allí, los prusianos construyeron un fuerte llamado Gross Friederichsburg y restauraron el fuerte portugués abandonado de Arguin. Pero en 1720, el rey decidió vender estas bases a los Países Bajos por 7.000 ducados y 12 esclavos, seis de ellos encadenados con cadenas de oro puro.
En 1777, el Imperio español y el Imperio portugués firmaron el Tratado de San Ildefonso en el que Portugal otorga las islas de Annobón y Fernando Poo en las aguas del Golfo de Guinea, así como la costa guineana entre el río Níger y el río Ogooué, a España (Virreinato del Río de la Plata). El virrey emitió una orden el 27 de octubre de 1778 para que se encabezara una expedición que recibiera las islas que debía entregar Portugal, tomando posesión de las mismas en nombre de la corona española y estableciéndose como gobernador dependiente del virrey de Buenos Aires. Las islas debían servir para el comercio de esclavos y se pretendía utilizarlas como escala en una futura ruta desde las Filipinas.
En marzo de 1777,el Imperio austríaco mandó buques de expedición que llegaron a la bahía Delagoa (ahora Bahía de Maputo, Mozambique), en la costa sureste de África y compraron un pequeño territorio en la bahía a un agente local de la Compañía Neerlandesa de las Indias Orientales, que había abandonado la zona. Construyeron un pequeño fuerte, con una guarnición de diez hombres, y declararon la bahía como colonia austríaca, la expedición siguió a la India. En 1781 una fuerza naval enviada a Goa por el gobernador de la India portuguesa ocupó la bahía y puso fin para siempre a las ambiciones coloniales austríacas en el este de África.
En 1783, el aventurero Moritz Benjowski propuso a la corte vienesa que invadiera Madagascar bajo la bandera austríaca, pero no recibió ningún apoyo financiero o militar para su negocio, salvo palabras benévolas.
Los británicos expresaron su interés por la formación en 1788 de la Asociación para la Promoción del Descubrimiento de las Partes del Interior de África. Las personas que formaron este club fueron inspiradas en parte por el escocés James Bruce, quien se había aventurado a Etiopía en 1769 y había llegado a la fuente del Nilo Azul.
En general, la exploración europea de África en los siglos XVII y XVIII fue muy limitada. En su lugar, se centraron en la trata de esclavos, que solo requería bases costeras y artículos para comerciar. La exploración real del interior africano comenzaría bien en el siglo XIX.

## sigloXIX

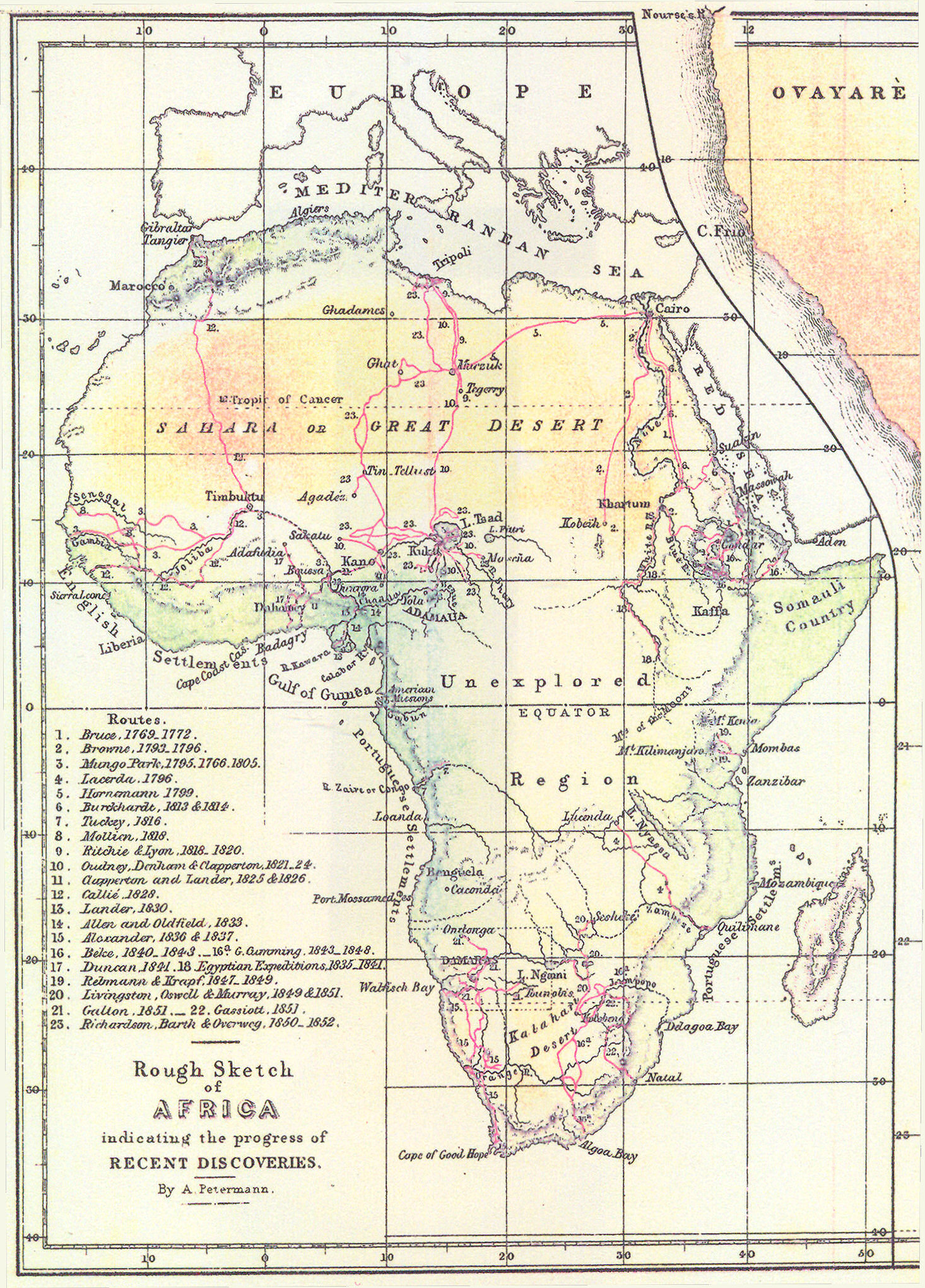
Rutas de los exploradores europeos hasta 1853.

Aunque las Guerras Napoleónicas distrajeron la atención de Europa del trabajo exploratorio en África, esas guerras, sin embargo, ejercieron gran influencia en el futuro del continente, tanto en Egipto como en Sudáfrica. La ocupación de Egipto (1798-1803), primero por Francia y luego por Gran Bretaña, dio como resultado un esfuerzo del Imperio Otomano para recuperar el control directo sobre ese país. En 1811, Mehemet Ali estableció un estado casi independiente, y desde 1820 en adelante estableció el dominio egipcio sobre el este de Sudán. En Sudáfrica, la lucha con Napoleón hizo que el Reino Unido tomara posesión de los asentamientos neerlandeses en el Cabo. En 1814, Cape Colony, que había sido continuamente ocupada por tropas británicas desde 1806, fue formalmente cedida a la Corona británica.
Mientras tanto, se han realizado cambios considerables en otras partes del continente. La ocupación de Argel por Francia en 1830 puso fin a la piratería de los estados berberiscas. La autoridad egipcia continuó expandiéndose hacia el sur, con las consecuentes adiciones al conocimiento del Nilo. La ciudad de Zanzíbar, en la isla de ese nombre, rápidamente adquirió importancia. Las cuentas de un vasto mar interior, y el descubrimiento de las montañas cubiertas de nieve del Kilimanjaro en 1840-1848, estimularon el deseo de un mayor conocimiento sobre África en Europa.
Entre 1817 y 1847 la Sociedad Americana de Colonización (relacionada parcialmente con el gobierno estadounidense) fundó la colonia de Liberia para que los esclavos afroamericanos libres pudiesen emigrar al África Occidental.
Jehudi Ashmun, uno de los primeros líderes de la ACS, tomó medidas para arrendar, anexarse o comprar tierras tribales a lo largo de la costa y a lo largo de los principales ríos que desembocan en África en 1825 y 1826, donde tenía la intención de establecer un imperio  colonial estadounidense. En 1821, el teniente Robert Stockton, predecesor de Ashmun, había apuntado con una pistola a la cabeza del rey Peter, lo que permitió a Stockton persuadir al rey de que vendiera el cabo Montserrado (o Mesurado) y estableciera Monrovia.
El Nautilus navegó dos veces en 1821 y estableció un asentamiento en la Bahía de Mesurado en una isla que llamaron Perseverancia. Fue difícil para los primeros colonos, hechos en su mayoría de negros nacidos libres, a quienes se les habían negado la ciudadanía estadounidense. Además, la colonia llegó a un acuerdo con el gobierno de los Estados Unidos para aceptar esclavos liberados que fueron sacados de barcos ilegales de esclavos.
A mediados del siglo XIX, las misiones protestantes realizaban un activo trabajo misionero en la costa de Guinea, en Sudáfrica y en los dominios de Zanzíbar. Los misioneros visitaron regiones y pueblos poco conocidos, y en muchos casos se convirtieron en exploradores y pioneros del comercio y el imperio. David Livingstone, un misionero escocés, había estado comprometido desde 1840 en el trabajo al norte del río Orange. En 1849, Livingstone cruzó el desierto de Kalahari de sur a norte y llegó al lago Ngami. Entre 1851 y 1856, atravesó el continente de oeste a este, descubriendo los grandes canales del río Zambeze superior. En noviembre de 1855, Livingstone se convirtió en el primer europeo en ver las Cataratas Victoria, el nombre en honor a la Reina Victoria del Reino Unido. De 1858 a 1864, Livingstone exploró el bajo Zambezi, el río Shire y el lago Nyasa. Nyasa había sido alcanzado por primera vez por el esclavo confidencial de António da Silva Porto, un comerciante portugués establecido en Bié en Angola, que cruzó África durante 1853-1856 de Benguela a la desembocadura del Rovuma. Un objetivo principal para los exploradores era localizar la fuente del río Nilo. Expediciones de Burton y Speke (1857-1858) y Speke and Grant (1863) ubicaron el lago Tanganyika y el lago Victoria. Finalmente se demostró que era el último desde el cual fluía el Nilo.
Los exploradores también estuvieron activos en otras partes del continente. El sur de Marruecos, el Sahara y el Sudán fueron atravesados en muchas direcciones entre 1860 y 1875 por los alemanes Georg Schweinfurth y Gustav Nachtigal. Estos viajeros no solo aumentaron considerablemente el conocimiento geográfico, sino que obtuvieron información invaluable sobre las personas, los idiomas y la historia natural de los países en los que residieron. Entre los descubrimientos de Schweinfurth fue uno que confirmó leyendas griegas de la existencia más allá de Egipto de una "raza de pigmeos". Pero el primer descubridor occidental de los pigmeos de África Central fue Paul Du Chaillu, que los encontró en el distrito de Ogowe de la costa oeste en 1865, cinco años antes del primer encuentro de Schweinfurth con ellos. Du Chaillu había hecho anteriormente, a través de viajes en la región de Gabón entre 1855 y 1859, popularizar en Europa el conocimiento de la existencia del gorila, cuya existencia se pensaba que era tan legendaria como la de los pigmeos de Aristóteles.
Henry Morton Stanley, que en 1871 había logrado encontrar y socorrer a Livingstone (originario de la famosa línea "Dr. Livingstone, supongo"), comenzó de nuevo para Zanzíbar en 1874. En una de las expediciones de exploración más memorables de África, Stanley circunnavegó Victoria Nyanza (lago Victoria) y el lago Tanganyika. Dirigiéndose tierra adentro hasta Lualaba, siguió ese río hasta el océano Atlántico, al que llegó en agosto de 1877, y demostró que era el Congo. Esto determinó que prácticamente todo el territorio de África fuese conocido y cartografiado detalladamente por los europeos, con lo cual no quedaron ya zonas sin explorar en territorio africano.
Después de este viaje, Leopoldo II de Bélgica,cumpliendo su deseo de apropiarse de las tierras en beneficio propio, contrató a Stanley para introducir la civilización occidental y la religión en la zona, y Stanley regresó al Congo por mandato del rey para negociar con los jefes tribales la obtención de concesiones de terrenos; Leopoldo había formado la Asociación Internacional del Congo para explotar las riquezas de la cuenca de ese río, aunque manteniendo dicho territorio en forma de propiedad privada y sin que dicha zona se transformara aún en posesión colonial de Bélgica.
Por su parte, Francia había logrado en 1881 tomar posesión de Túnez, y en ese mismo año una expedición francesa dirigida por Pierre de Brazza tomó posesión efectiva del Congo Occidental a orillas del océano Atlántico. Al año siguiente el Reino Unido asumió por completo el gobierno de Egipto (que estaba sujeto al Imperio otomano solo en la teoría) y consiguió así los derechos de soberanía egipcia sobre Sudán y el norte de Somalia. En 1884 Francia aseguró su posesión de la costa de Guinea, con lo cual resultaba evidente en Europa que la carrera por África debía ser regulada.
El ministro imperial ruso Konstantín Pobedonóstsev proyectó que una misión diplomático-militar rusa acudiera a las costas del mar Rojo para establecer allí una base colonial; con este fin reclutaron al aventurero cosaco Nikolay Ivanovitch Achinov, El 10 de diciembre de 1888 zarpó de Odesa con 175 personas a bordo, con la intención de establecer una colonia en Somalia y establecer vínculos con Etiopía. Los jefes de la expedición eran Nikolay Achinov y el monje Paissi, nombrado archimandrita. El 18 de enero de 1889 los rusos llegaron a Sagallo. Allí contactaron con los abisinios que los recibieron cordialmente y pactaron dirigir un enviado ruso a la capital abisinia, en tanto el mismo emperador Juan IV pidió el establecimiento de una base militar, pues esperaba utilizar a los rusos contra los italianos.
En cambio la operación no gustó a los franceses ya establecidos desde 1883 bajo un protectorado sobre la costa del Golfo de Tadjoura y rechazaban cualquier establecimiento de otra potencia. Los rusos para tranquilizar a los franceses, ofrecieron izar la bandera designada para la colonia junto con la bandera francesa, pero ocurrió un conflicto cuando cosacos rusos robaron ganado a la tribu Danakil, opuesta a los franceses. Achinov entregó 60 francos de plata como reparación pero el evento pronto fue conocido por la guarnición francesa de Obock. Para evitar hostilidades, los rusos izaron su bandera imperial y al lado el pabellón de la Cruz Roja. El 24 de enero el gobierno de Francia ordenó desalojar a los rusos. Ante ello, el 5 de febrero llegan dos cañoneros franceses a Obock, al mando del almirante Jean Baptiste Olry. El 16 de febrero los buques franceses lanzaron 16 cañonazos contra el fuerte. Esa misma tarde los franceses embarcaron a los rusos sobrevivientes deportandolos a Odesa días después.
En 1895, la compañía británica de Sudáfrica contrató al explorador estadounidense Frederick Russell Burnham para buscar minerales y formas de mejorar la navegación fluvial en la región central y meridional de África. Burnham supervisó y dirigió los Territorios del Norte, expedición de la Compañía de Exploración de Sudáfrica Británica, que estableció por primera vez que existían importantes depósitos de cobre al norte del Zambezi en el noreste de Rhodesia. A lo largo del río Kafue, Burnham vio muchas similitudes con los depósitos de cobre que había trabajado en los Estados Unidos, y se encontró con pueblos nativos con brazaletes de cobre. El cobre se convirtió rápidamente en la principal exportación de África Central y sigue siendo esencial para la economía incluso hoy en día.